# 紐貝里 (密歇根州)
紐貝里（英語：Newberry）是一個位於美國密歇根州盧斯縣的村。根據2010年美國人口普查，該地共人口1519人，而該地的面積約為2.54平方千米。同時該地也是盧斯縣的縣治。

## 地理
紐貝里的座標為46°21′08″N 85°30′38″W / 46.35222°N 85.51056°W，而該地的平均海拔高度為235米（即771英尺）。